# Homapoderus nigroscutellaris
Homapoderus nigroscutellaris là một loài bọ cánh cứng trong họ Attelabidae. Loài này được Voss miêu tả khoa học năm 1926.